# Луази (Мёрт и Мозель)
Луази́ (фр. Loisy) — коммуна во французском департаменте Мёрт и Мозель, региона Лотарингия. Относится к  кантону Понт-а-Муссон.

## География
Луази стоит на реке Мозель, расположен в 21 км к северу от Нанси и 29 км к югу от Меца. Соседние коммуны: Сент-Женевьев — на востоке, Безомон и Виль-о-Валь — на юго-востоке, Блено-ле-Понт-а-Муссон и Жезенвиль — на западе.

## Демография
Население коммуны на 2010 год составляло 322 человека.
| 1962 | 1968 | 1975 | 1982 | 1990 | 1999 | 2010 |
| ---- | ---- | ---- | ---- | ---- | ---- | ---- |
| 270  | 305  | 311  | 328  | 367  | 339  | 322  |